# NGC 7770
NGC 7770 је лентикуларна галаксија у сазвежђу Пегаз која се налази на NGC листи објеката дубоког неба.
Деклинација објекта је + 20° 5' 49" а ректасцензија 23h 51m 22,5s. Привидна величина (магнитуда) објекта NGC 7770 износи 13,6 а фотографска магнитуда 14,5. NGC 7770 је још познат и под ознакама UGC 12813, MCG 3-60-34, CGCG 455-57, KUG 2348+198B, KAZ 347, NPM1G +19.0594, PGC 72635.